# Nachal Chewer

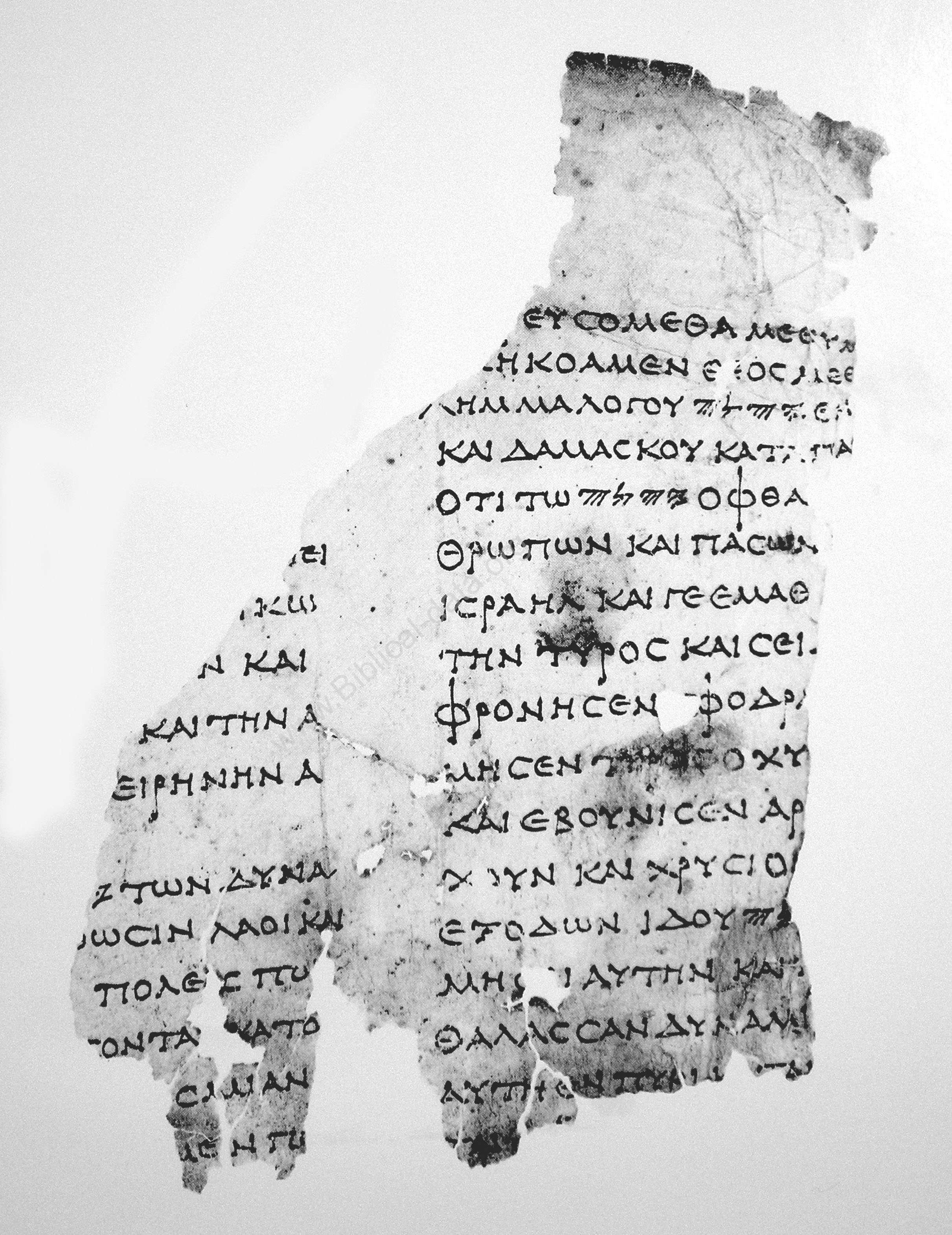
Zwój 8HevXII b (LXXVTS 10b) znaleziony w Nachal Chewer

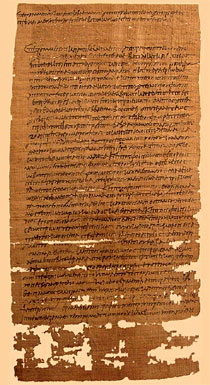
Zwój Babaty znaleziony w Nachal Chewer

Nachal Chewer (hebr. נחל חבר w tłum. potok przyjaciela, arab. wadi al-Khabat) – strumień płynący przez Pustynię Judzką. Strumień ten wpada do Morza Martwego pomiędzy En Gedi a Masadą.
W pobliżu potoku znajdują się dwie jaskinie nazywane Jaskinią listów (hebr. מערת האיגרות) oraz Jaskinią grozy (hebr.מערת האימה). Częściej jednak obie groty są określane wspólną nazwą Nachal Chewer. Miejsca te zostały wykorzystane jako kryjówka żydowskich powstańców w trakcie powstania Bar-Kochby (lata 132–136 n.e.) przeciwko władzy Rzymian. Rzymianie na samym brzegu wąwozu, na szczycie klifu nad każdą z jaskiń zbudowali obozy. W grocie zwanej Jaskinią grozy w 1955 roku znaleziono liczne szkielety ludzkie, w tym również szkielety dzieci i niemowląt. Wszystkie znalezione w grocie monety pochodzą z czasu powstania Bar-Kochby gdyż noszą napisy: „Wolność dla Jerozolimy” lub imię „Symeon”, z których pierwszy odnosi się do samego powstania a drugi do osoby jego przywódcy Szymona Bar-Kochby. Schroniło się tam około 40 osób, które nie zginęły śmiercią gwałtowną lecz zmarły w wyniku głodu lub z pragnienia. Rzymianie nie musieli z nimi walczyć a tylko cierpliwie czekać. Trwało to długo gdyż powstańcy woleli umrzeć niż skapitulować. Swoich zmarłych chowali w głębi niedużej wnęki. Zniszczyli również wszystkie znajdujące się w jaskini sprzęty by nie dostały się w ręce Rzymian. W grocie tej zachowały się tylko zakopane i przysypane kamienieniami zwoje Septuaginty oraz inne ważne dokumenty. Zwoje te zawierają proroków mniejszych a dziś znane są jako 8HevXII a (LXXVTS 10a) i 8HevXII b (LXXVTS 10b) oraz prawdopodobnie Se2grXII (LXXIEJ 12). Papirus XVI z tej groty zawiera „zeznania podatkowe” Żydówki Babaty. By je złożyć kobieta musiała udać się do oddalonej o dwa dni drogi (około 40 km) miejscowości Rabbath Moab. Dowodzi to, że kobieta w tym okresie mogła dysponować własnym majątkiem i podlegała spisowi. 
Również w drugiej grocie zwanej Jaskinią listów znaleziono pozostałości tymczasowych pochówków powstańców Bar-Kochby. Znaleziono tam również cenne sprzęty, które ewentualnie miały być odzyskane po zakończonej wojnie.